# Adrian Caldwell
Adrian Bernard Caldwell (Condado de Falls, Texas, 4 de julio de 1966) es un exjugador de baloncesto estadounidense que disputó seis temporadas en la NBA, además de jugar en la CBA, la liga italiana, la ACB, la liga argentina y la liga venezolana. Con 2,03 metros de estatura, jugaba en la posición de ala-pívot.

## Trayectoria deportiva

### Universidad
Tras pasar por el pequeño Navarro Junior College, jugó una temporada con los Mustangs de la Universidad Metodista del Sur, donde apenas promedió 2,1 puntos y 2,4 rebotes por partido, siendo transferido al año siguiente a la Universidad Lamar, donde promedió 14,7 puntos y 10,0 rebotes por encuentro, siendo elegido esa temporada en el mejor quinteto de la extinta American South Conference.

### Profesional
Tras no ser elegido en el Draft de la NBA de 1989, fichó como agente libre por los Houston Rockets, con los que jugó dos temporadas siendo uno de los últimos hombres del banquillo.
En 1991 fichó por el Pallacanestro Cantù de la liga italiana, donde disputó dos temporadas en las que promedió 14,6 puntos y 11,4 rebotes por partido. Al año siguiente jugó en el Olimpia Pistoia, donde promedió 10,4 puntos y 9,5 rebotes por partido.
Regresó a los Rockets en 1994, pero únicamente disputó 7 partidos en los que anotó 5 puntos en total. Tras jugar el resto de la temporada en los Sioux Falls Skyforce de la CBA, fichó al año siguiente por los Indiana Pacers, donde jugó la temporada completa promediando 2,2 puntos y 2,2 rebotes.
Durante las dos temporadas siguientes firmó breves contratos con New Jersey Nets, Philadelphia 76ers y Dallas Mavericks, hasta que en 1998 regresó a Europa, fichando por el Club Baloncesto Valladolid de la liga ACB española, donde jugó 13 partidos en los que promedió 8,7 puntos y 9,3 rebotes. Acabó su carrera jugando en Sudamérica.

## Estadísticas de su carrera en la NBA

### Temporada regular
| Temporada | Edad | Equipo             | Liga | Pos. | P   | TIT | MIN  | TC  | TCA | %TC  | 3P  | 3PA | %3P  | TL  | TLA | %TL  | R.OF. | R.DEF. | REB | ASIS | ROB | TAP | PER | FP  | PTS |
| 1989-90   | 23   | Houston Rockets    | NBA  | PF   | 51  | 0   | 6.5  | 0.8 | 1.5 | .553 | 0.0 | 0.0 |      | 0.3 | 0.5 | .464 | 0.7   | 1.4    | 2.1 | 0.1  | 0.2 | 0.4 | 0.6 | 1.4 | 1.9 |
| 1990-91   | 24   | Houston Rockets    | NBA  | PF   | 42  | 0   | 8.2  | 0.8 | 2.0 | .422 | 0.0 | 0.0 | .000 | 0.2 | 0.4 | .412 | 1.0   | 1.4    | 2.4 | 0.2  | 0.5 | 0.2 | 0.7 | 0.8 | 1.8 |
| 1994-95   | 28   | Houston Rockets    | NBA  | PF   | 7   | 0   | 4.3  | 0.1 | 0.6 | .250 | 0.0 | 0.0 |      | 0.4 | 0.9 | .500 | 0.1   | 1.3    | 1.4 | 0.0  | 0.1 | 0.0 | 0.1 | 0.9 | 0.7 |
| 1995-96   | 29   | Indiana Pacers     | NBA  | PF   | 51  | 1   | 6.4  | 0.9 | 1.6 | .554 | 0.0 | 0.0 |      | 0.4 | 0.7 | .500 | 0.8   | 1.3    | 2.2 | 0.1  | 0.2 | 0.1 | 0.7 | 1.4 | 2.2 |
| 1996-97   | 30   | TOTAL              | NBA  | PF   | 45  | 0   | 12.6 | 0.9 | 2.0 | .435 | 0.0 | 0.0 | .000 | 0.5 | 1.1 | .420 | 1.3   | 2.4    | 3.7 | 0.3  | 0.4 | 0.2 | 0.6 | 1.9 | 2.2 |
| 1996-97   | 30   | New Jersey Nets    | NBA  | PF   | 18  | 0   | 11.3 | 0.6 | 1.9 | .286 | 0.0 | 0.1 | .000 | 0.5 | 0.9 | .529 | 1.1   | 2.0    | 3.1 | 0.3  | 0.4 | 0.1 | 0.7 | 1.5 | 1.6 |
| 1996-97   | 30   | Philadelphia 76ers | NBA  | PF   | 27  | 0   | 13.5 | 1.1 | 2.1 | .526 | 0.0 | 0.0 |      | 0.4 | 1.2 | .364 | 1.4   | 2.7    | 4.1 | 0.3  | 0.3 | 0.3 | 0.6 | 2.2 | 2.7 |
| 1997-98   | 31   | Dallas Mavericks   | NBA  | PF   | 1   | 0   | 3.0  | 0.0 | 0.0 |      | 0.0 | 0.0 |      | 0.0 | 0.0 |      | 0.0   | 0.0    | 0.0 | 0.0  | 0.0 | 0.0 | 0.0 | 0.0 | 0.0 |
| Total     |      |                    | NBA  |      | 197 | 1   | 8.1  | 0.8 | 1.7 | .485 | 0.0 | 0.0 | .000 | 0.3 | 0.7 | .453 | 0.9   | 1.6    | 2.5 | 0.2  | 0.3 | 0.2 | 0.6 | 1.4 | 2.0 |

### Playoffs
| Temporada | Edad | Equipo          | Liga | Pos. | P | TIT | MIN | TC  | TCA | %TC   | 3P  | 3PA | %3P | TL  | TLA | %TL | R.OF. | R.DEF. | REB | ASIS | ROB | TAP | PER | FP  | PTS |
| 1989-90   | 23   | Houston Rockets | NBA  | PF   | 1 | 0   | 1.0 | 0.0 | 0.0 |       | 0.0 | 0.0 |     | 0.0 | 0.0 |     | 0.0   | 0.0    | 0.0 | 0.0  | 0.0 | 0.0 | 0.0 | 0.0 | 0.0 |
| 1995-96   | 29   | Indiana Pacers  | NBA  | PF   | 1 | 0   | 3.0 | 1.0 | 1.0 | 1.000 | 0.0 | 0.0 |     | 0.0 | 0.0 |     | 0.0   | 1.0    | 1.0 | 0.0  | 0.0 | 0.0 | 0.0 | 0.0 | 2.0 |
| Total     |      |                 | NBA  |      | 2 | 0   | 2.0 | 0.5 | 0.5 | 1.000 | 0.0 | 0.0 |     | 0.0 | 0.0 |     | 0.0   | 0.5    | 0.5 | 0.0  | 0.0 | 0.0 | 0.0 | 0.0 | 1.0 |